# Bodo Lafferentz
Bodo Lafferentz (Kiel, 27 de julio de 1897 - 17 de enero de 1974) fue miembro del Partido Nazi desde 1933 y alto oficial de las SS con el grado teniente coronel (SS-Obersturmbannführer) desde 1939. Organizó los «Festivales de Guerra», como Hitler llamó a las ediciones del Festival de Bayreuth a partir de 1941.

## Trayectoria
Luchó en la Primera Guerra Mundial y fue condecorado con la Cruz de Hierro en 1916. Graduado en 1928 en la Universidad de Kiel en planeamiento económico trabajó en la Organización de Empleados Alemanes y en 1933 se afilió al Partido Nacionalsocialista.
En 1937 fue nombrado jefe de la «Compañía para la Fabricación del Automóvil del Pueblo Alemán» (Gesellschaft zur Vorbereitung des Deutschen Volkswagens) junto a Jacob Werlin y Ferdinand Porsche y en 1938 fue nombrado director de la Volkswagen.
Hitler puso la piedra fundamental de la fábrica Volkswagen, cambiándole el nombre por KdFwagen (en honor a la sigla del sindicato del Frente del Trabajo llamado Kraft durch Freude, o 'Fuerza por la alegría'), al coche se le llamó KdF wagen y Wolfsburg se convirtió en KdF Stadt (Ciudad KdF). La Kraft durch Freude tenía un programa de esparcimiento cultural (Amt für Reisen, Wandern und Urlaub) que dirigía Lafferentz dependiendo del Frente Alemán del Trabajo (Deutsche Arbeitfront) creado por Robert Ley.
Se casó con Verena Wagner (*1920), hija menor de Siegfried Wagner y Winifred Wagner.
Persona de confianza al que Hitler había encomendado algunos de sus proyectos favoritos, administró y obtuvo fondos para el festival luego de casarse en 1943 con Verena con quien tuvo cinco hijos.
También se dedicó a la investigación energética de molinos de viento y al desarrollo de armas como los misiles V-1 y V-2 en un instituto y fábrica cercanos a Bayreuth. En 1990 se supo que la fábrica utilizaba como trabajadores a prisioneros de un campo que dependía del campo de concentración de Flossenburg.
Al final de la guerra fue encarcelado, pasó el proceso de desnazificación y en 1949 fue excarcelado.